# Mistrzostwa Europy w Lekkoatletyce 1971 – chód na 50 km mężczyzn

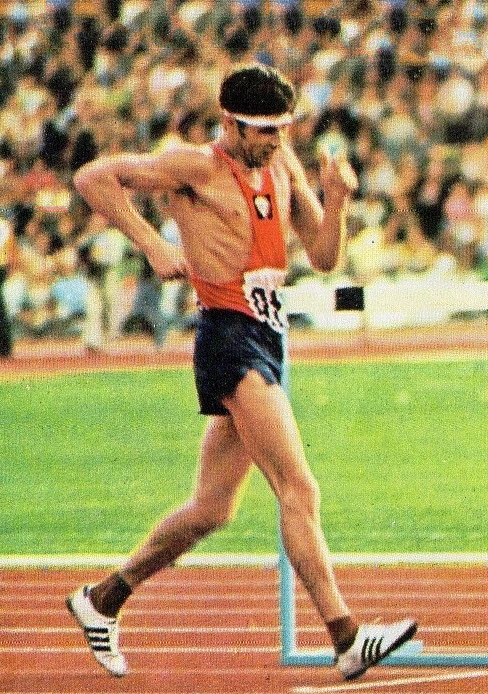
Wieniamin Sołdatienko

Chód na 50 kilometrów mężczyzn był jedną z konkurencji rozgrywanych podczas X Mistrzostw Europy w Helsinkach. Został rozegrany 14 sierpnia 1971 roku. Zwycięzcą tej konkurencji został reprezentant Związku Radzieckiego Wieniamin Sołdatienko. W rywalizacji wzięło udział dwudziestu pięciu zawodników z dwunastu reprezentacji.

## Rekordy
| Rekord świata     | Giennadij Agapow (SUN) | 3:55:36   | Ałma-Ata, ZSRR | 17.10.1965 |
| Rekord Europy     | Giennadij Agapow (SUN) | 3:55:36   | Ałma-Ata, ZSRR | 17.10.1965 |
| Rekord mistrzostw | Christoph Höhne (GDR)  | 4:12:32,8 | Ateny, Grecja  | 18.09.1969 |

## Wyniki
| Miejsce | Zawodnik              | Czas       | Uwagi |
| ------- | --------------------- | ---------- | ----- |
| 1       | Wieniamin Sołdatienko | 4:02:22,0  | CR    |
| 2       | Christoph Höhne       | 4:04:45,2  |       |
| 3       | Peter Selzer          | 4:06:11,0  |       |
| 4       | Otto Barcz            | 4:09:14,4  |       |
| 5       | Winfried Skotnicki    | 4:10:22,0  |       |
| 6       | Bernhard Nermerich    | 4:11:44,0  |       |
| 7       | Igor Della Rossa      | 4:12:08,6  |       |
| 8       | Abdon Pamich          | 4:14:36,4  |       |
| 9       | Stefan Ingvarsson     | 4:14:56,0  |       |
| 10      | Charles Sowa          | 4:15:59,0  |       |
| 11      | János Dalmati         | 4:16:59,6  |       |
| 12      | Alexander Bílek       | 4:17:36,4  |       |
| 13      | Gerhard Weidner       | 4:17:40,8  |       |
| 14      | Örjan Andersson       | 4:20:04,8  |       |
| 15      | Vittorio Visini       | 4:20:45,8  |       |
| 16      | Bob Dobson            | 4:231:15,0 |       |
| 17      | Daniel Björkgren      | 4:26:39,6  |       |
| 18      | Antal Kiss            | 4:26:53,6  |       |
| 19      | Nesty Fischer         | 4:28:18,4  |       |
| 20      | Manfred Aeberhard     | 4:35:45,6  |       |
| 21      | Alfred Badel          | 4:43:12,0  |       |
| –       | Tore Brustad          | DNF        |       |
| –       | Ron Wallwork          | DNF        |       |
| –       | Herbert Meier         | DNF        |       |
| –       | Carl Lawton           | DNF        |       |